# Allium neriniflorum
Allium neriniflorum är en amaryllisväxtart som först beskrevs av Herb., och fick sitt nu gällande namn av George Don jr. Allium neriniflorum ingår i släktet lökar, och familjen amaryllisväxter. Inga underarter finns listade i Catalogue of Life.